# Нилгиријски тар
Нилгиријски тар или нилгири-тар (Nilgiritragus hylocrius) је врста азијске дивље козе.

## Распрострањење
Ареал врсте је ограничен на јужни део Индије.

## Станиште
Станишта врсте су планине и брдовити предели, углавном од 1.200 до 2.600 метара. 

## Угроженост
Ова врста се сматра угроженом.